# Monument Birma-Siam en Pakan Baroe Spoorwegen

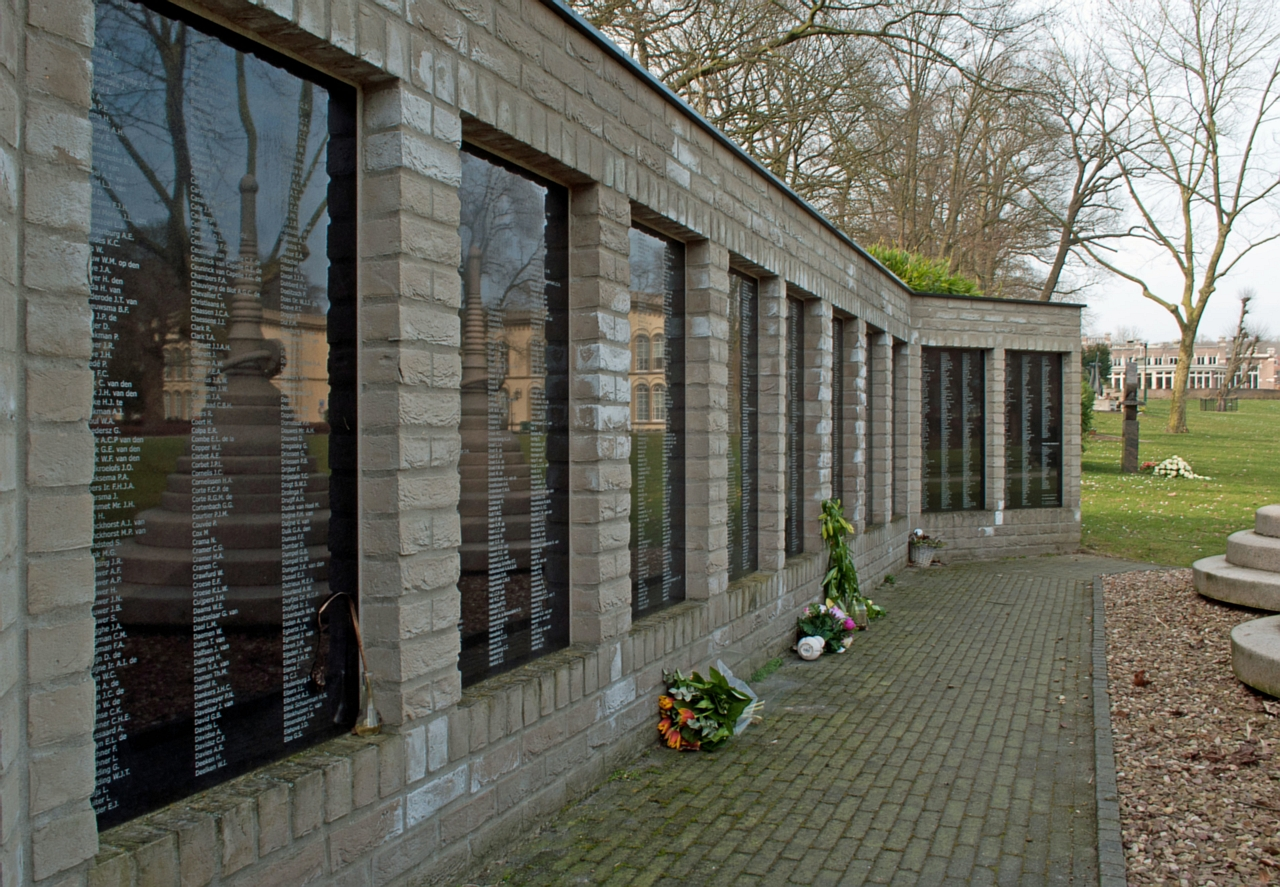
Monument

Het Monument Birma-Siam en Pakan Baroe Spoorwegen (eerder genoemd Monument Birma-Siam Spoorweg), is een gedenkteken in  park Bronbeek in de Gelderse plaats Arnhem voor de krijgsgevangenen en dwangarbeiders die zijn omgekomen tijdens de aanleg van de dodenspoorlijnen.
Het monument kwam in verschillende fases tot stand. Het oorspronkelijke monument bestond uit drie pagodes die verwijzen naar de Driepagodenpas op de grens tussen Birma en Thailand. Dit werd op 24 juni 1989 onthuld door prins Bernhard. Op het monument was een plaquette geplaatst met een landkaart. Deze plaquette werd in 2002 vernieuwd en in 2003 werden de pagodes vernieuwd.
In 2005 werd achter de pagodes een gedenkmuur geplaatst waarin zich twaalf zwartmarmeren plaquettes bevinden met de namen van de KNIL-krijgsgevangenen die bij het werk aan de spoorweg overleden. Tijdens de herdenking van 26 augustus 2006 werd een plaquette onthuld met de namen van de slachtoffers die bij het werk aan de Pakanbaroe-spoorweg omkwamen. Ook in 2015 kwam er een aanvulling.
Jaarlijks vindt in augustus bij dit monument een herdenking plaats.